# Ульссон, Свен (футболист, 1889)
Свен Артур Ульссон (швед. Sven Arthur Olsson; Пустой шаблон {{ВД-Преамбула}} ) — шведский футболист, полузащитник. Выступал за национальную сборную Швеции. Участник Олимпийских игр 1908 года.

## Биография
Выступал за «Эргрюте», в составе которого дважды становился чемпионом Швеции. 
В 1908 году был выбран отборочной комиссией национальной сборной Швеции по футболу в состав на первый матч сборной. В этом матче, состоявшемся 12 июля, Швеция разгромила сборную Норвегии со счётом 11:3.
В октябре 1908 года участвовал в Олимпийских играх 1908 года. На турнире принял участие в двух встречах: с Великобританией (1:12) и Нидерландами (0:2).
Умер в Гётеборге 19 мая 1919 года.

## Достижения
Эргрюте
- Чемпион Швеции: 1907, 1909